# MMDA

Kemisk uppbyggnad.

MMDA (MMDA (3-methoxy-4,5-methylenedioxyamphetamine; 5-methoxy-MDA) är en psykedelisk och entaktogen drog av amfetaminklassen. Det är en analog av lopofin, N-etyl MDA och MDMA. MMDA beskrevs av Alexander Shulgin i sin bok PiHKAL, för vars upptäckt han är mest känd för. Shulgin listar dosintervallet för MMDA som 100–250 mg. De första effekterna uppträder normalt inom 30–60 minuter efter oral administrering, medan de starkaste effekterna uppträder kring 90 minuter efter administrering. Dess molekylformel är C11H15NO3